# Barbara Gittings
Barbara Gittings (* 31. Juli 1932 in Wien, Österreich; † 18. Februar 2007 in Kennett Square, Pennsylvania, USA) war eine US-amerikanische LGBT-Aktivistin und Journalistin.

## Leben

### Kindheit und Ausbildung
Gittings wurde als Tochter von Elizabeth Brooks und John Sterett Gittings in Wien geboren, wo ihr Vater als US-amerikanischer Diplomat tätig war. Gittings besuchte eine katholische Schule in Montreal und wollte zu jener Zeit katholische Nonne werden. Ihre Familie kehrte in die Vereinigten Staaten zurück, als der Zweite Weltkrieg ausbrach.
Gittings besuchte nach ihrer Schulausbildung die Northwestern University und studierte Theaterwissenschaften (Drama). Sie lernte eine Studentin kennen, mit der sie freundschaftlich verbunden war. Diese Freundschaft führte zu Gerüchten an der Universität, dass sie beide lesbisch seien. Gittings beschloss, den freundschaftlichen Kontakt darauf zu beenden und las in der Folgezeit Bücher über das Thema Homosexualität und sexuelle Orientierung. Gittings verließ die Universität ohne Abschluss und kehrte nach Philadelphia zurück. Sie las zu jener Zeit Bücher wie Nightwood, The Well of Loneliness, The Unlitt Lamp und Extraordinary Women.

### Daughters of Bilitis
1956 ging Gittings für kurze Zeit nach Kalifornien, wo sie Phyllis Lyon und Del Martin, die Gründerinnen von Daughters of Bilitis in Kalifornien, kennenlernte. Diese fragten Gittings, ob sie einen Ableger von Daughters of Bilitis in New York City gründen könnte, was sie 1958 in New York City umsetzte. Gittings gehörte zu den bedeutenden Mitgliedern des New Yorker Verbandes der Organisation Daughters of Bilitis, der ersten Organisation von Lesben in den Vereinigten Staaten. Gittings wurde für drei Jahre die erste Präsidentin in New York City von Daughters of Bilitis.

### The Ladder
Von 1963 bis 1966 übernahm sie die redaktionelle Betreuung der Zeitschrift The Ladder.

### Proteste
1965 beteiligte sich Gittings an den Mahnwachen homosexueller Menschen vor dem Weißen Haus, dem US-amerikanischen Außenministerium und vor der Independence Hall in Philadelphia.

### American Library Association
In den 1970er Jahren begab sich Barbara Gittings vermehrt auf die Suche nach Büchern zum Thema Homosexualität in den Büchereien der Vereinigten Staaten. Sie engagierte sich in einer Untergruppe der American Library Association und startete bei deren Versammlung in Dallas ein Kusshappening mit dem Motto Hug a Homosexual. Gemeinsam mit der Autorin Alma Routsong, der Verfasserin des Buches Patience and Sarah, küssten sie sich vor laufenden Fernsehkameras und erreichten dadurch die öffentliche Aufmerksamkeit der Fernsehmedien. Gittings war 1970 in der Phil Donahue Show und 1971 auf PBS in der David Susskind Show zu Gast, beide Male mit sechs anderen lesbischen Frauen, unter anderem Lilli Vincenz und Barbara Love. Sie waren die ersten Frauen im US-amerikanischen Fernsehen, die offen als Lesben in Erscheinung traten, und debattierten unter anderem mit Susskind über die Stereotype über homosexuelle Menschen. Eine Woche nach ihrem Auftritt in der David Susskind Show traf Gittings im Supermarkt ein älteres Ehepaar, das sie auf ihren Fernsehauftritt ansprach und äußerte: „You made me realize that you gay people love each other just the way Arnold and I do“.

### American Psychiatric Association
Des Weiteren war sie aktiv als Mitglied in der Organisation American Psychiatric Association beteiligt, als 1972 erreicht wurde, Homosexualität nicht länger als Krankheit zu beurteilen. Gemeinsam mit Franklin Kameny und John E. Fryer organisierte sie eine Diskussionsrunde in der American Psychiatric Association mit dem Thema Psychiatry: Friend or Foe to Homosexuals: A Dialogue. Als Gittings Partnerin Lahusen bemerkte, dass kein einziger homosexueller Psychiater an der Veranstaltung teilnehmen würde (Lahusen: „This isn't right - here you have two psychiatrists pitted against two gay, and what you really need is someone who is both“), bat Gittings den Moderator der Veranstaltung, Kent Robinson, einen homosexuellen Psychiater teilnehmen zu lassen. Gittings und Lahusen begaben sich 1972 auf die Suche nach einem homosexuellen Psychiater, der sich traute, an der Diskussionsrunde teilzunehmen. Sie schrieben Briefe und unternahmen Telefonate, bis sie auf den schwulen Psychiater John E. Fryer trafen, der sich bereit erklärte, unter dem Pseudonym Dr. H. Anonymous an der Diskussionsveranstaltung teilzunehmen. Ein Jahr später 1973 wurde infolge der Diskussion Homosexualität aus dem Diagnostic and Statistical Manual of Mental Disorders als Krankheit gestrichen.

### Privatleben in den späteren Jahren

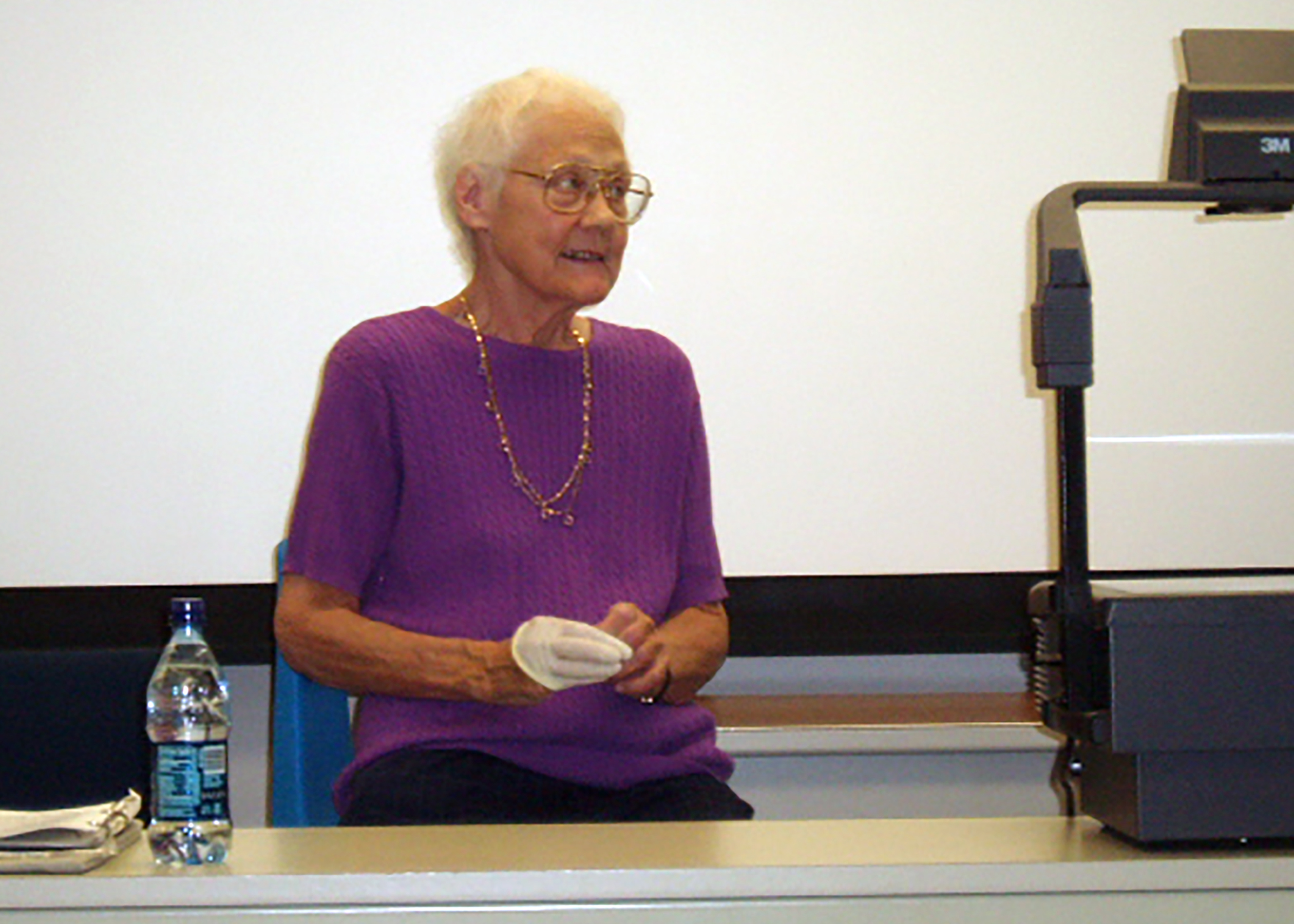
Gittings im Jahr 2006

Gittings traf 1961 bei einem Picknick in Rhode Island ihre langjährige Lebensgefährtin Kay Tobin Lahusen (1930–2021), mit der sie bis an ihr Lebensende 46 Jahre zusammenlebte. Am 18. Februar 2007 starb Gittings in Pennsylvania an den Folgen von Brustkrebs.

## Filme
Gittings erschien in mehreren Dokumentarfilmen wie Gay Pioneers, Before Stonewall, After Stonewall, Out of the Past und Pride Divide.

## Ehrungen und Preise
Für ihre Arbeiten und ihr Engagement erhielt Gittings eine lebenslange Mitgliedschaft in der American Library Association, und ein LGBT-Preis (Stonewall Book Award) für den besten LGBT-Roman wurde ihr zu Ehren The Barbara Gittings Award benannt. Des Weiteren benannte auch die LGBT-Organisation Gay and Lesbian Alliance Against Defamation (GLAAD) ihr zu Ehren einen Preis für LGBT-Aktivisten (GLAAD Media Awards).
Matt Foreman, der Vorsitzende von GLAAD, meinte 2007:„What do we owe Barbara? Everything.“